# Projet Chariot

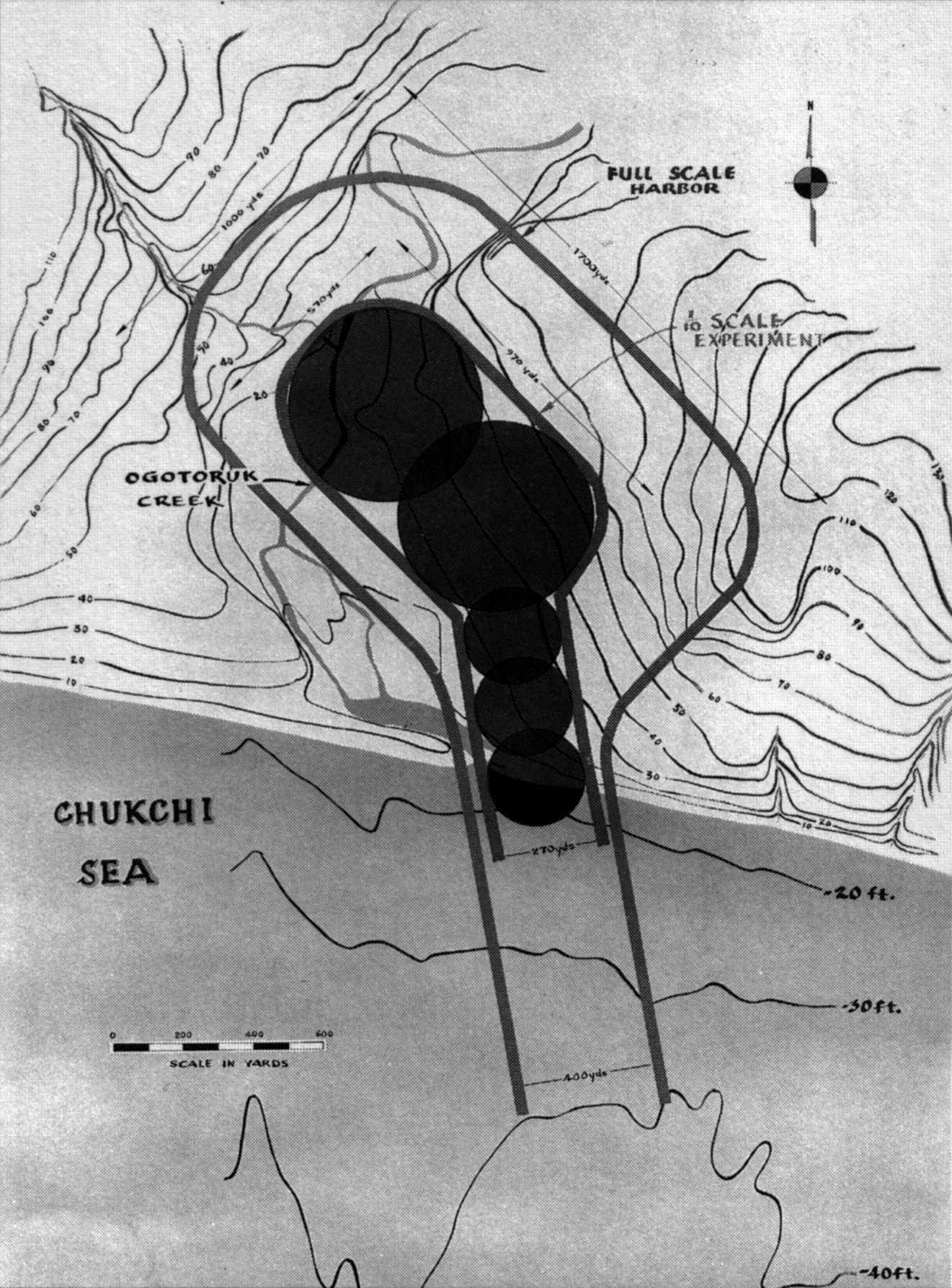
Une des versions du projet Chariot mettant en œuvre 5 engins thermonucléaires pour créer un port artificiel.

Le projet Chariot était une proposition de la commission à l’énergie atomique américaine faite en 1958, afin de construire un port artificiel au cap Thompson sur le versant nord de l'Alaska en enterrant et faisant exploser un ensemble de bombes atomiques.

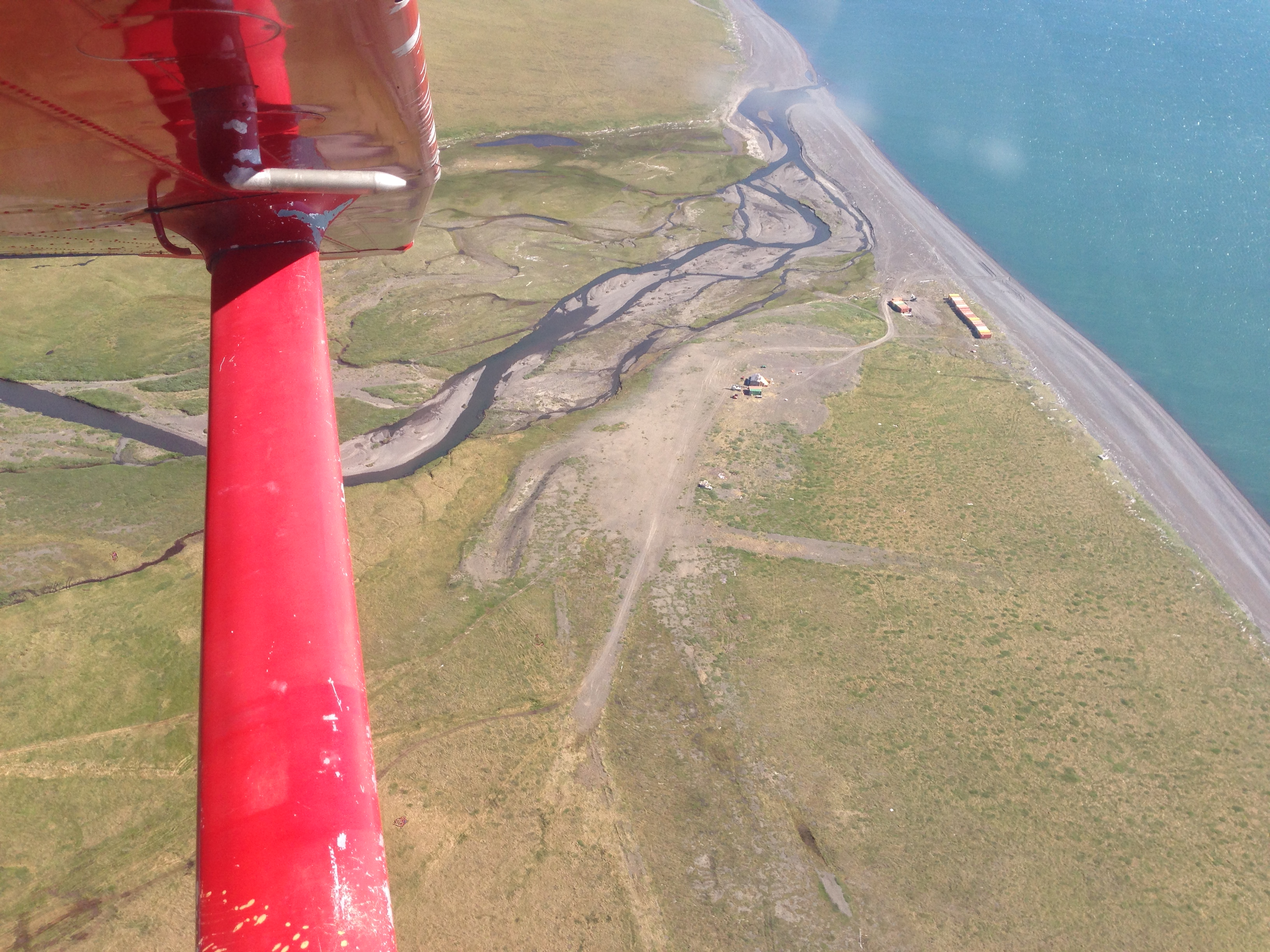
Vue aérienne du lieu projeté pour le projet Chariot, en Alaska, près du cap Thompson, pour créer un port artificiel grâce à des explosions nucléaires en série.

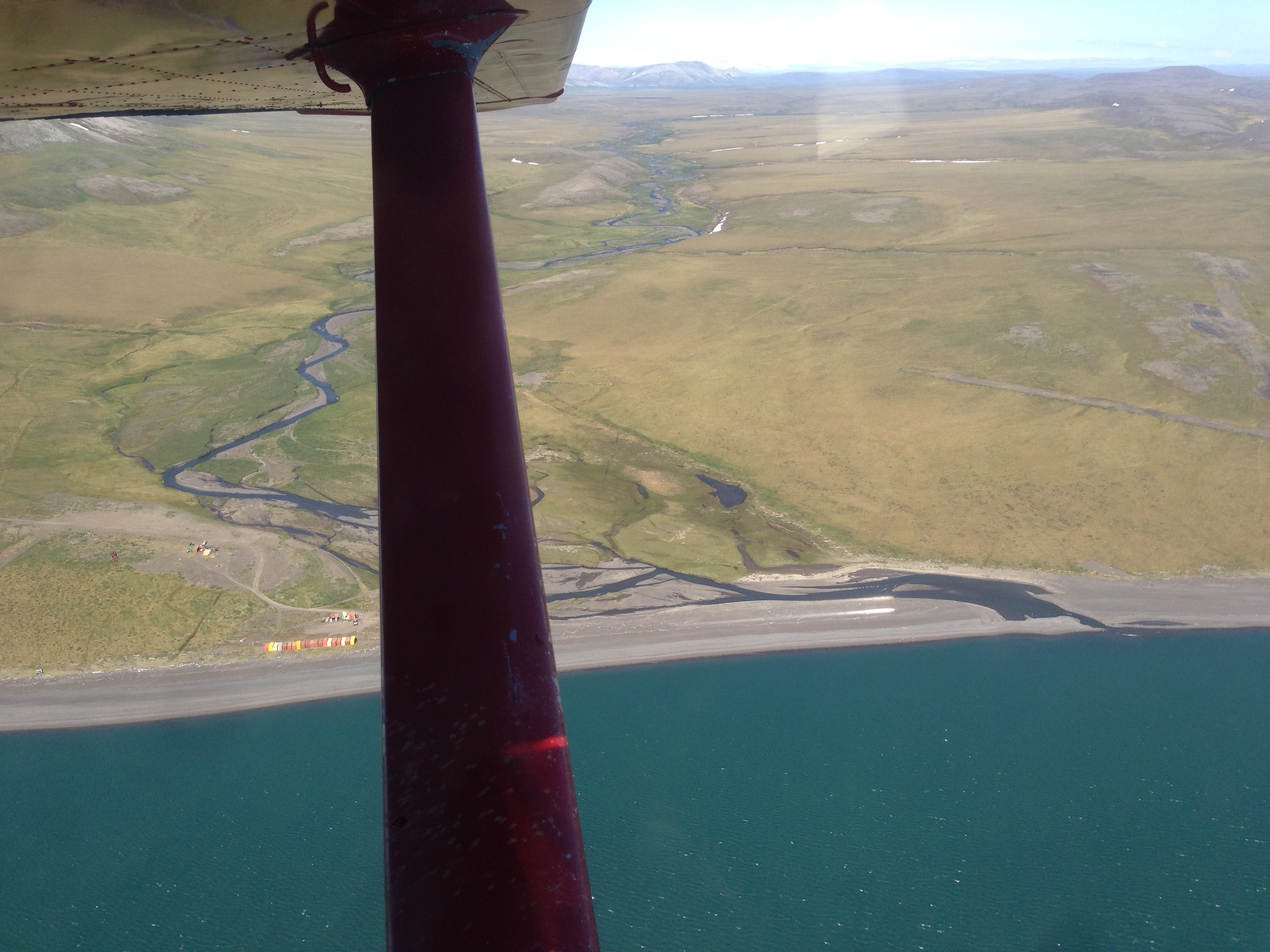
Vue aérienne du lieu projeté pour le projet Chariot, en regardant vers l'est.

## Historique
Le projet est né dans le cadre de l'opération Plowshare, un projet de recherche visant à trouver des utilisations pacifiques pour les explosifs nucléaires.
Le plan fut soutenu par Edward Teller, qui voyagea à travers l'État présentant le port comme un facteur de développement économique important pour le dernier État ayant rejoint l’Union. Les dirigeants politiques de l'Alaska, les éditeurs de journaux, le président de l'université de l'État, même des groupes religieux, tous se rallièrent à de massives détonations. L'opposition est venue du petit village eskimo d’Inupiat de Point Hope, avec quelques scientifiques engagés dans les études environnementales sous contrat avec la commission à l’énergie atomique, et une poignée de défenseurs de l'environnement. La protestation de la base fut bientôt reprise par des organisations de portée nationale, comme la Wilderness Society, le Sierra Club, et le Comité Barry Commoner pour l'information nucléaire. En 1962, face à un malaise public grandissant quant au risque environnemental et le risque de perturber la vie des Esquimaux, la commission à l’énergie atomique annonça que le projet Chariot serait « suspendu ». Il n'a jamais été officiellement annulé.
Outre les objections de la population locale, aucune utilisation d'un tel port n'avait jamais été identifiée. Les études environnementales, commandées par l'agence à l’énergie atomique, suggérèrent que la contamination radioactive des explosions proposées pourrait nuire à la santé et la sécurité des populations locales, dont les moyens de subsistance étaient basés sur la chasse des animaux. Les enquêtes mirent en évidence que le rayonnement des retombées à l'échelle mondiale se déplaçait avec une rare efficacité dans la chaîne alimentaire dans l'Arctique, du lichen, au caribou (qui se nourrissait de lichens), à l'homme (pour qui le caribou était une source principale de nourriture).
Bien qu’aucune détonation n'a jamais eu lieu, le site fut contaminé par la radioactivité par une expérience pour estimer les effets sur les sources d'eau d’éjectas radioactifs retombant sur les plantes de la toundra, puis délavé et emporté par les pluies. Des résidus d’une explosion nucléaire de 1962 sur le site d’essai du Nevada furent transportés sur le site prévu de Chariot en août 1962, utilisés dans plusieurs expériences, puis enterrés. Trente ans plus tard, l’existence du dépôt fut découverte dans des documents d'archives par un chercheur de l'Université de l'Alaska. Les agents de l'État se rendirent immédiatement sur le site et mesurèrent de faibles niveaux de radioactivité à une profondeur de 60 cm dans le tumulus. Les habitants du village Inupiat de Point Hope scandalisés exigèrent le retrait du sol contaminé, ce que le gouvernement fit pour un coût considérable.
Après qu’aucun utilisateur pour le port projeté n'ait pu être identifié, les chercheurs décidèrent de transformer le projet en une étude sur les impacts économiques des retombées nucléaires sur les communautés autochtones de Point Hope, Noatak et Kivalina. Avec en particulier pour but de « mesurer la puissance de la bombe nécessaire pour rendre une population dépendante » après que les sources alimentaires locales soient devenues trop dangereuses pour l’alimentation en raison des forts niveaux de rayonnement.